# Nothing Broken but My Heart
Pistes de Celine Dion
With This Tear
Nothing Broken but My Heart est une chanson extraite de l'album  Celine Dion, lancée comme troisième extrait aux États-Unis, au Canada, au Japon le 13 juillet 1992 et comme quatrième en Australie le 12 janvier 1993.
Nothing Broken but My Heart est la seconde chanson composée par Diane Warren à être lancée en single.
Lancé en août 1992, le vidéoclip est basé sur la version radio (la version originale durant six minutes) et fait référence au film Roméo et Juliette. Il a été tourné le 4 et 5 juin 1992 à Montréal et a été dirigé par Lyne Charlebois.
La chanson est un succès uniquement en Amérique du Nord. Aux États-Unis, elle démarre en 98e position et met 3 mois pour atteindre la 29e, restant dans les classements pendant 20 semaines. Au Canada, la chanson débute en 37e position pour finir 6 semaines plus tard en 3e position, restant 19 semaines dans les classements.

## Classements
| Pays                         | Meilleure Position |
| ---------------------------- | ------------------ |
| Canada                       | 3                  |
| États-Unis Billboard Hot 100 | 29                 |